# Аврийе-ле-Понсо
Аврийе-ле-Понсо (фр. Avrillé-les-Ponceaux) — муниципалитет (коммуна) во Франции, в регионе Центр, департамент Эндр и Луара (округ Шинон). Население 446 чел. (на 2006 г.).
Муниципалитет расположен на расстоянии около 230 км на юго-запад от Парижа, 135 км на юго-запад от Орлеана, 31 км на запад от Тура.